# Hymenaster latebrosus
Hymenaster latebrosus är en sjöstjärneart som beskrevs av Percy Sladen 1882. Hymenaster latebrosus ingår i släktet Hymenaster och familjen knubbsjöstjärnor. Inga underarter finns listade i Catalogue of Life.